# Orsza (obwód pskowski)
Orsza (ros. Орша) – wieś (dieriewnia) w Rosji, w obwodzie pskowskim, w rejonie noworżewskim. W 2010 liczyła 566 mieszkańców.